# Ivan Supek
Ivan Supek (Zagreb, 8. travnja 1915. – Zagreb, 5. ožujka 2007.), hrvatski fizičar, filozof, književnik i aktivist protiv nuklearnog naoružanja. Doktorirao je u Leipzigu pod vodstvom fizičara i nobelovca Wernera Heisenberga, s kojim je do 1943. radio na kvantnoj teoriji polja. Radom na zagrebačkom sveučilištu od 1946. podiže fiziku na europsku razinu, a 1950. vodi gradnju Instituta Ruđer Bošković kojem postaje prvi predsjednik.

## Životopis

### Mladost i školovanje
Ivan Supek rodio se u Zagrebu od oca Rudolfa i majke Marije, rođene Šips. Nakon mature 1934. godine upisuje studij matematike, fizike i filozofije na Filozofskom fakultetu Sveučilišta u Zagrebu, te nastavlja studij u Beču, Parizu, Zurichu i Leipzigu. Godine 1940. doktorira fiziku i filozofiju u Leipzigu pod vodstvom fizičara Wernera Heisenberga, s kojim nastavlja rad na kvantnoj teoriji polja do 1943. godine. Kasnije se bavio istraživanjem teorije metala na niskim temperaturama te je poznat po otkriću diferencijalne jednadžbe za električnu vodljivost materijala na tim temperaturama.
Godine 1941. u Njemačkoj je uhićen od Gestapa, ali ga spašava Heisenberg pod izlikom da mu treba asistent bez kojega ne može provoditi daljnja istraživanja. Kao dosljedan antifašist pridružuje se komunističkom pokretu i u kolovozu 1943. odlazi u Federalnu Državu Hrvatsku gdje radi u Prosvjetnom odjelu ZAVNOH-a. Godine 1944. u Topuskom, na Kongresu kulturnih radnika, održao je zapaženi govor o znanosti, na kojem je uputio prvi javni apel protiv uporabe nuklearnog oružja, a za stvaranje svjetske zajednice slobodnih i razoružanih naroda. Nakon toga prekida s Partijom.

### Znanstveno i društveno djelovanje
Godine 1946. postaje profesor teorijske fizike na Sveučilištu u Zagrebu, gdje vodi grupu studenata koji fiziku u Zagrebu podižu na europsku razinu. Dopisni član Hrvatske akademije znanosti i umjetnosti postaje 1948. godine. Od 1950. godine vodi gradnju Instituta Ruđer Bošković i postaje njegov prvi ravnatelj. Godine 1958. isključen je iz Instituta zbog protivljenja planovima jugoslavenske Federalne Komisije za Nuklearnu energiju za izradu atomske bombe.
Godine 1960. osniva Institut za filozofiju znanosti i mira, kao odjel HAZU. Institut je bio sjedište jugoslavenske konferencije svjetske organizacije protiv nuklearnog naoružanja Pugwash, među čijim je osnivačima, i organizacije Svijet bez bombe, čiji je također suosnivač i predsjednik. Godine 1961. postaje redoviti član tada Odjela za matematičke, fizičke i tehničke nauke JAZU, danas Razreda za matematičke, fizičke i kemijske znanosti HAZU. Pokretač je izdavanje tromjesečnika Encyclopedia moderna 1966. godine, a 1969. je postao je rektorom Sveučilišta u Zagrebu. Godine 1970. inicira osnivanje Interuniverzitetskog centra u Dubrovniku (IUC). Za Hrvatskog proljeća 1971. na popisu je nepoželjnih javnih osoba te je nakon konferencije u Karađorđevu, kada nije prihvatio zaključke CK SKJ, prisilno isključen iz javnog života na 18 godina.
Godine 1976. zajedno s Avom i Linusom Paulingom, Philipom Noel-Bakerom, Sophiom Wadai te Aureliom Pecceiem potpisuje Dubrovnik-Philadephia deklaraciju. Bio je kritičar procesa globalizacije i zagovornik teze o socijalnoj jednakosti te je u doba prisilne šutnje u domovini održavao predavanja na mnogim svjetskim sveučilištima (američkim, britanskim, njemačkim i francuskim). Predsjednik HAZU bio je od 1991. do 1997. godine. Umro je u svom stanu u Zagrebu 5. ožujka 2007. nakon duge bolesti.

### Književni rad
Supek je autor brojnih romana i drama s filozofskim, političkim i znanstveno-fantastičnim temama. Njegov roman Proces stoljeća priča je o procesu protiv poznatog američkog fizičara Roberta Oppenheimera. Popis njegovih radova može se pronaći na njegovoj stranici pri HAZU.

## Djela

### Drame
- Pusta, zatrovana zemlja: drama u 2 čina (1945.)
- U kasarni: drama u dva čina (1963.)
- Mirakul (1971.)
- Biskup i ban
- Na atomskom otoku
- Piramida

### Komedije
- Lutrija Imperatora Augustusa: komedija u tri čina (1962.)
- Gabrijel: komedija u dva čina (1962.)
- Vrag je tiho naglas : vražja komedija u pet čina s prologom i epilogom (1968.)

### Igra
- Tais: igra u 4 čina (1945.)

### Romani
- Dvoje između ratnih linija (1959.)
- Proces stoljeća (1963., 2003.)
- U prvom licu (1965.)
- Heretik (1968., 1974, 1996.)
- Spoznaja (1971.)
- Extraordinarius (1974., 1996.)
- Krunski svjedok protiv Hebranga (1983., 1999., 2002.)[7]
- Otkriće u izgubljenom vremenu (1987., 2000., 2002.)
- Epr - efekt (1995.)
- Hrvatska tetralogija (1995.)
- Haaški protokoli (2005.)

### Autobiografije
- Krivovjernik na ljevici (Bristol 1980., Zagreb 1992.)
- Tragom duha kroz divljinu (2006.)

### Knjige, udžbenici
- Svijet atoma (1941.)
- Od antičke filozofije do moderne nauke o atomima (1946.)
- Teorijska fizika i struktura materije (1949., 1951., 1960, 1974., 1988., 1992.)
- Nauka, filozofija, umjetnost (1964.)
- Moderna fizika i struktura materije (1965.)
- Nova fizika (1965.)
- Posljednja revolucija (1965.)
- Sve počinje iznova (1970.)
- Opstati usprkos (1971.)
- Teorija spoznaje (1974.)
- Kvantna teorija: fizika i filozofija  (1976.)
- Povijest fizike (1980., 1990., 2004.)
- Znanost i etika (1985., 1996.)
- Heisenbergov obrat u shvaćanju svijeta (1986.)
- Ruđer Bošković : vizionar u prijelomima filozofije, znanosti i društva (1989., 2005.)
- Buna Janusa Pannoniusa (1992.)
- Počela fizike: uvod u teorijsku fiziku (1994.)
- Amalgami (1998.)
- Na prekretnici milenija (2001.)

### Zbirke tekstova
- Superbomba i kriza savjesti (1962.)
- Filozofija, znanost, humanizam (1979., 1991., 1995.)
- Povijesne meditacije (1996.)
- Promašaji i nade (1997.)
- Religija i filozofija (2003.)
- Refleksije o znanosti i politici (2005.)

## Spomen
U spomen na Ivana Supeka, gimnazija u Zagrebu nosi njegovo ime kao X. Gimnazija "Ivan Supek" te svake godine od 5. ožujka do kraja mjeseca travnja održava proslavu Dani Ivana Supeka.

## Vanjske poveznice
Mrežna mjesta
- Ivan Supek, životopis, www.moljac.hr
- Razgovor - Akademik Ivan Supek: Neoliberalna propast RH, Slobodna Dalmacija
- Stranica pri HAZU
- HAZU: Popis radova Ivana Supeka
- Središnja knjižnica za fiziku: Supek, Ivan: Nepotpun popis radova Ivana Supeka (246)  Arhivirana inačica izvorne stranice od 21. srpnja 2011. (Wayback Machine)
- Bojan Marotti, Ivan Supek (1915–2007), Prolegomena 1/2008.